# タニヤ・シェフチェンコ

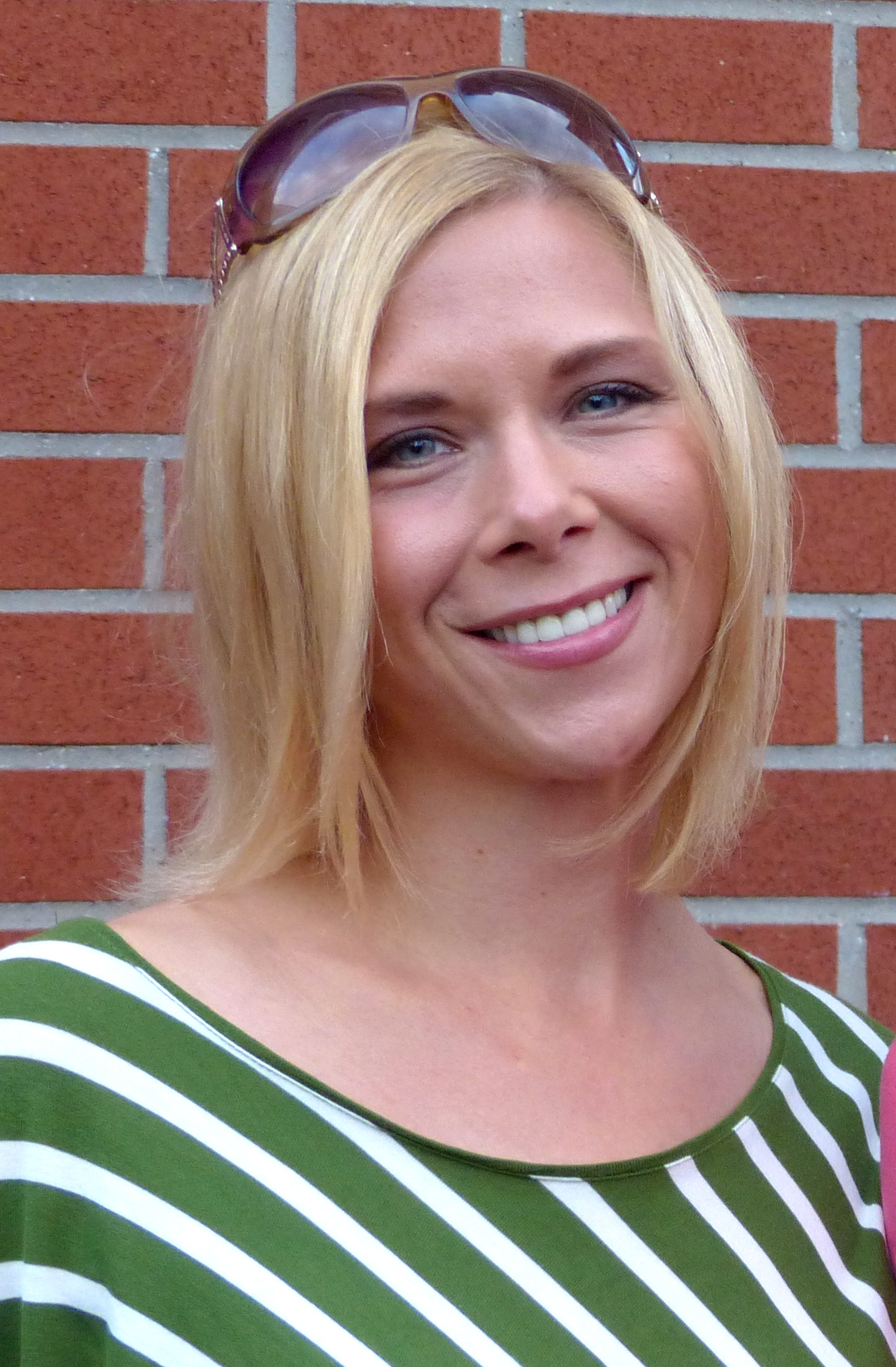
Tanja Szewczenko bei der Shrek - Das Musical Premiere, 19.10.'14, Düsseldorf

タニヤ・シェフチェンコ（ドイツ語:Tanja Szewczenkoターニャ・シェフチェンコ；ウクライナ語:Таня Шевченкоターニャ・シェウチェーンコ；ロシア語:Таня Шевченкоターニャ・シフチェーンカ、1977年7月26日 - ）は、ドイツ出身の女性フィギュアスケート選手。1994年リレハンメルオリンピック女子シングルドイツ代表。1994年世界フィギュアスケート選手権3位。ウクライナ系ドイツ人。

## 経歴
- 1977年7月26日、デュッセルドルフでウクライナ人の両親のもとに生まれる。
- 1993年世界ジュニアフィギュアスケート選手権で3位となり、翌1994年のリレハンメルオリンピックには現役復帰したカタリナ・ヴィットとともにドイツ代表として出場し6位。
- 1994年千葉で開催された世界フィギュアスケート選手権では、練習中に顎に負傷しながら本番のフリーではほぼ完璧な演技をし、佐藤有香、スルヤ・ボナリーに続き3位。
- 1996-1997年シーズンは伝染性単核球症のために欠場を余儀なくされる。
- 1997-1998年シーズン、GPファイナルで2位となるなど好成績を収めたが、1998年長野オリンピックはインフルエンザによる体調不良で棄権した。
- 1999年にはプレイボーイ誌に登場するなど話題を振りまくが2000年に競技から完全に引退。現在はタレントとして活動を続けている。
- 2009年、ホリデイ・オン・アイス・ツアーに参加し、スケート界に復活した[1]。

## 主な戦績
| 大会/年        | 1992-93 | 1993-94 | 1994-95 | 1995-96 | 1996-97 | 1997-98 | 1998-99 | 1999-00 |
| -------------- | ------- | ------- | ------- | ------- | ------- | ------- | ------- | ------- |
| オリンピック   |         | 6       |         |         |         |         |         |         |
| 世界選手権     | 7       | 3       | 棄権    | 6       |         | 9       |         |         |
| 欧州選手権     | 4       | 5       | 4       | 5       |         | 3       | 棄権    |         |
| ドイツ選手権   | 3       | 1       | 1       | 2       |         | 1       | 2       | 3       |
| GPファイナル   |         |         |         |         |         | 2       |         |         |
| GPボフロスト杯 |         |         |         | 4       |         | 1       |         |         |
| GPNHK杯        |         |         |         |         |         | 1       |         |         |
| 世界Jr.選手権  | 3       |         |         |         |         |         |         |         |